# Rąbiń
Rąbiń [pronunciación en polaco: /ˈrɔmbiɲ/] (en alemán: Rombin) es un pueblo ubicado en el distrito administrativo de Gmina Krzywiń, dentro del Distrito de Kościan, Voivodato de Gran Polonia, en el oeste de Polonia central. Se encuentra aproximadamente a 10 kilómetros al norte de Krzywiń, a 16 kilómetros al este de Kościan, y a 39 kilómetros al sur de la capital regional Poznan.
El pueblo tiene una población de 365 habitantes.